# Бели Колодез (Брянска област)
Бели Колодез (на руски: Белый Колодезь) е село в Новозибковски градски окръг на Брянска област в Русия.
Идентификационният код на селото според Общоруския класификатор на обектите на административно-территориално деление (ОКАТО) е: 15240828009.

## География
Намира се в западната част на Брянска област на разстояние около 12 km североизточно по права линия от административния център на общината – град Новозибков и на 14 km в тамошната жп гара.

## История
Селото е основано през 1673 г. от заместник-полковника (на руски: полковой обозный) на Стародубския полк в Казашкото хетманство – благородника Гаврило Дащенко (заемал длъжността между 1660 и 1675 г.) с позволително отворено писмо на полковник Пьотр Иванович Рославец от 12 август 1673 г. То било заселено първоначално със старообрядци, които обаче по-късно били прогонени по времето на хетман Иван Самойлович, по настояване на московското правителство, а други вероятно са напуснали селото доброволно, тъй като на расколниците им било дадена легална възможност да основават свои собствени слободи. След смъртта на Гаврило Дащенко, селото се наследява първо от вдовицата му, а след това от техния син – Андрей Дащенко.
След смъртта на Андрей Дащенко, селото станало владение на стародубския полковник Григорий Коровка, а след него – на хетманските синове Семион и Яков.
После, владетел на селото става новият стародубски полковник – благородника Михаил Андреевич Миклашевски (ок. 1640 г. – 19 март 1706 г.). Той го управлявал до смъртта си през 1706 г., когато е убит край полския град Несвиж в битка срещу шведите по време на Великата северна война.
След смъртта на Михаил А. Миклашевски, хетман Иван Скоропадски дава селото като владение на стародубския полкови съдия Прокопий Силенко.
След това, с хетмански универсал (указ) от 27 ноември 1719 г. хетман Иван Скоропадски отнема селото от рода Дащенко и го дава като феодално владение на рода Миклашевски, а именно на Андрей Михайлович Миклашевски (? – около 1750 г.), в замяна за неговото село Палиевка. В универсала се пише:
| „                                                               | ... дадохме на пан Прокопий Силенко, полкови съдия на Стародубския полк, да служи известно време в село Бели Колодез, в бъдещата тамошна полкова сотня, уважавайки заслугите му по време на нахлуването на шведа неприятел в Стародуб, когато къщата му беше разрушена; обаче на нас ни беше донесено, че той самият това село не владее, а го е отдал в обладанието на своя син Тимофей, който се държал грубо с тамошните селяни, че то по време на властването му омалолюдяло, та тъй Ние, хетманът, поради тези причини отчуждавайки Тимофей Силенко във всички области на упоменатото село Бели Колодез, го даваме в пълно владение на пан Андрей Миклашевски, знатен другар от войската, в замяна на бащиния си парцел тук, в Глуховските земи, до някогашния наш двор, а и преди всичко той има по-близо до споменатото село Бели Колодез собствена изгодна земя... | “ |
| Откъс от универсала на хетман Скоропадски от 27 ноември 1719 г. | |   |

Така от 1710 г. до падането на Руската империя селото принадлежи на дворянския род Миклашевски.
Тъй като Казашкото хетманство от Переяславското споразумение от 1654 г. е било васално на Московското царство, а по-късно в периода 1764-1781 г. е напълно анектирано от Руската империя образувайки Малоруската губерния, то село Бели Колодез, намиращо се на тази територия, става от казашко – руско.
До 1781 входило в Новоместскую сотню Старо- дуб. полка; затем в Суражском уезде, с нач. XIX в. в Новозыбк. уезде (с 1861 по 1923 - волостной ц.; затем в Новозыбк. вол.), с 1929 в Новозыбк. р-не. В сер. XX в. - колхоз "Завет Ильича". До 1954 - ц. Белоколодезского с/с, в 1954-2005 в Манюковском с/с. 
От 1784 г. в селото е имало църква „Успение Богородично“ (не е запазена).
В средата на XX век в селото работи колхозът „Заветът на Илич“.
През 1992 г. към територията на селото са добавени посьолока Московщина и махалата (на руски: деревня) Подрудня.

## Администрация
До 1781 г. е в състава на Новоместска сотня на Стародубския полк; след това в Суражкия уезд, от началото на XIX век в Новозибковския уезд (от 1861 до 1923 г. е волостен център; след това в Новозибовската волост), от 1929 г. е в Новозибовски район. След това до 1954 г. е център на Белоколодезския селски съвет, а от 1954 до 2005 г. е част от Манюковския селски съвет.
До 10 юни 2019 г. селото е било част от Замишевското селско поселение (вид община от множество малки населени места) с административен център село Замишево, а след това е прехвърлено в новообразувания Новозибковски градски окръг.

## Население
| Численост на населението | Численост на населението |
| Година                   | Души                     |
| ------------------------ | ------------------------ |
| 2010 г.                  | 269                      |
| 2013 г.                  | 233                      |

Население: 875 души (1859 г.), 1382 (1892 г.), 310 души през 2002 г. (руснаци 88%), а през 2010 г. – 269 души.

## Културен живот
В селото има средно училище и библиотека.